# Жмудський Олександр Захарович
Олександр Захарович Жмудський (8 березня 1910, Петропавлівка — 25 жовтня 1997, Київ) — український металофізик, дослідник спектроскопії, педагог. Доктор фізико-математичних наук (1955), професор (1957). Заслужений діяч науки УРСР (1970), соросівський професор. Розробник методу точного рентгенографування виробничих зразків металів і сплавів, відкрив структурність емісійних рентгенівських спектрів, виявив магнітні поля у мільярди ерстед.
Учасник німецько-радянської та радянсько-японської воєн, майор військової служби. Брав участь у бойових діях від самого початку війни до її завершення у складі 80-ї морської стрілецької бригади, нагороджений близько 10 орденами та медалями. Після демобілізації, майже 45 років — педагог Київського державного університету імені Тараса Шевченка (1934—1941; 1946—1983), з яких 37 років — завідувач кафедри загальної фізики. Автор понад 250 наукових робіт.

## Життєпис
Народився 8 березня 1910 року у селі Петропавлівка (теперішнє Запоріжжя).
У 1934 році закінчив фізико-математичний факультет Київського державного університету імені Тараса Шевченка (КДУ). Відтоді ж — педагог університету, науковий співробітник кафедри рентгенометалофізики. У 1940 році захистив дисертацію та здобув науковий ступінь кандидата фізико-математичних наук.
З початком німецько-радянської війни призваний до лав Червоної армії, увійшов до складу політичного відділу 80-ї морської стрілецької бригади. Спочатку воював на Південному фронті, де був поранений у серпні 1941 року. З січня 1942 року — на Карельському фронті, брав участь у наступі біля Кестеньги. З серпня 1945 року — учасник радянсько-японської війни. Демобілізований у 1946 році у званні майора, нагороджений близько 10 орденами та медалями.
Одразу після демобілізації повернувся у КДУ, де очолив кафедру загальної фізики. Паралельно, з 1950 року — декан фізичного факультету. У 1955 році здобув науковий ступінь доктора фізико-математичних наук, захистивши дисертацію на тему «Высокодисперсионное рентгенографирование большой светосилы и структурность спектральных линий». Через два роки затверджений у вченому званні професора.
У 1956 році переведений на посаду проректора з наукової роботи, яку обіймав до 1978 року. Наприкінці 1960-х—початку 1970-х років очолював урядові делегації УРСР на Генеральних конференціях Міжнародного агентства з атомної енергії.

Могила Олександра Жмудського, Байкове кладовище

Син — Олександр Жмудський (англ. Oleksandr O. Zhmudsky; нар. 1946), науковець-фізик, з 2000 року — емігрант до США, професор університету Центральної Флориди.
У 1983 році залишив педагогічну діяльність, періодично публікував наукові роботи. Помер на 88-му році життя 25 жовтня 1997 року. Похований на Байковому кладовищі (ділянка № 49а, 50°24′59.6″ пн. ш. 30°30′4.93″ сх. д. / 50.416556° пн. ш. 30.5013694° сх. д.).

## Наукова діяльність
Автор понад 250 наукових робіт. Науковий керівник близько 20 кандидатів наук. Серед учнів Олександра Жмудського — професори Євген Харьков, Владислав Шияновський, Іван Кучеров, Петро Петренко, Микола Боровий тощо.
Працюючи на кафедрі рентгенометалофізики у 1930-х роках, очолював напрями рентгеноструктурних та рентгеноспектральних досліджень. Винайшов оригінальні камери для структурного аналізу.
Очоливши кафедру загальної фізики у 1946 році, започаткував рентгеноспектральні дослідження електронної структури металів, які пізніше розвивали учні професора Жмудського. Розробив метод точного рентгенографування виробничих зразків металів і сплавів, відкрив структурність емісійних рентгенівських спектрів, виявив магнітні поля у мільярди ерстед.
Заступник голови правління товариства «Знання» УРСР, член координаційної Ради з фізики твердого тіла. Входив до складу Головної редакції Української радянської енциклопедії.

## Науковий доробок (частковий)
- Таблицы постоянных кристаллической решетки железа, алюминия, меди и их сплавов / Киевский гос. ун-т им. Т. Г. Шевченко. — [Киев]: Изд-во Киевского гос. ун-та, 1953. — 47 с.; 27 см.
- Высокодисперсионное рентгенографирование большой светосилы и структурность спектральных линий: диссертация доктора физико-математических наук : 01.00.00. — Киев, 1955. — 296 с.
- Енергія атомного ядра та її застосування / Жмудський О. З., Файдиш О. М.; Київ: Держтехвидав УРСР, 1955.
- Высокодисперсионное рентгенографирование большой светосилы и структурность спектральных линий / М-во высш. образования УССР. Киевский гос. ун-т им. Т. Г. Шевченко. — Киев: Изд-во Киев. ун-та, 1958. — 151 с. : ил.; 22 см.
- Всесоюзная конференция по радиоэлектронике (1959; Киев). Тезисы докладов и сообщений / Отв. ред. проф. А. З. Жмудский. — Киев: Киевский гос. ун-т им. Т. Г. Шевченко, 1959. — 70 с.; 23 см.
- Історія Київського університету / ред. кол.: О. З. Жмудський (відпов. ред.) та ін. — Київ: Видавництво Київського університету, 1959. — 627 c.
- Російсько-український фізичний словник. К., 1959 (співавтор)
- В. И. Ленин о временных кризисах в естествознании / М-во высш. и сред. спец. образования УССР. Киевский ордена Ленина гос. ун-т им. Т. Г. Шевченко. — Киев: Изд-во Киев. ун-та, 1960. — 88 с.; 20 см.
- Природа рентгеновских сателлитов и структуры диаграммных линий / А. З. Жмудский. — Киев: Изд-во Киев. ун-та, 1966. — 114 с. : ил.; 22 см.
- Элементарный механизм возникновения характеристических рентгеновских спектров / А. З. Жмудский. — Киев: Изд-во Киев. ун-та, 1971. — 24 с. : ил.; 21 см.
- Программа курса физики для специальности «Механика» / Министерство высшего и среднего специального образования УССР, Киевский государственный университет им. Т. Г. Шевченко, Физический факультет, Кафедра общей физики ; [Александр Захарович Жмудский, Игорь Васильевич Островский, Виталий Михайлович Перга, Николай Леонидович Цыганов]. — Киев: КГУ, 1979. — 11 с.; 20 см.
- Программы спецкурсов для специализации «Физика низких температур и криогенное материаловедение» / [А. З. Жмудский, И. Я. Кучеров, П. А. Максимюк и др.] ; Министерство высшего и среднего специального образования УССР, Киевский государственный университет им. Т. Г. Шевченко, Физический факультет, Кафедра общей физики. — Киев: КГУ, 1979. — 27 с.; 20 см.
- Кріогенне матеріалознавство / Жмудський О. З., Максимюк П. О., Новиков М. М.; Київ: Вища школа, 1979.
- М. В. Ломоносов — поборник отечественного просвещения / Общество «Знание» Украинской ССР ; подготовлены А. З. Жмудским. — Киев: О-во «Знание» УССР, 1986. — 13, [2] с.; 20 см.
- Коллективные явления. Плазма. Сверхпроводимость: Тексты лекций / А. З. Жмудский, А. А. Жмудский, С. П. Репецкий; Киев. гос. ун-т им. Т. Г. Шевченко. — Киев: КГУ, 1987. — 55,[1] с. : ил.; 20 см.

## Нагороди
Військові:
- орден Вітчизняної війни I ступеня
- два ордени Вітчизняної війни II ступеня
- два ордени Червоної Зірки
- медаль «За перемогу над Німеччиною у Великій Вітчизняній війні 1941—1945 рр.»
- медаль «За перемогу над Японією»
- шість медалей

Трудові:
- заслужений діяч науки УРСР
- орден Леніна
- орден «Знак пошани»
- соросівський професор
- медаль імені С. І. Вавилова товариства «Знання» УРСР — «за видатний внесок у пропаганду наукових знань»
- знак «За активну роботу в товаристві „Знання“»[1]